# Câmara de Calçada

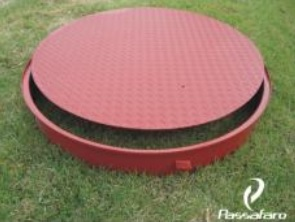
Figura 1- Câmara de Calçada

 Câmara de Calçada  (Figura 1), é um conjunto formado por aro e tampa, instalado ao nível da pista, para proteger e permitir acesso aos equipamentos do sistema de armazenamento subterrâneo de combustíveis.(Inmetro)
Conforme a norma NBR:15118:
O aro deve possuir dispositivo que permita a ancoragem ao pavimento e tem como função apoiar e posicionar corretamente a tampa;
A tampa da câmara de calçada pode ser metálica ou não metálica;
A câmara de calçada aplicada sobre o “sump de tanque” deve possuir dimensional que permita a retirada da tampa desse “sump de tanque”.